# 와이 우먼 킬
《와이 우먼 킬》(영어: Why Women Kill)는 파라마운트+에서 방영한 드라마로 2019년 8월 15일부터 10월 17일까지 방영되었다.
총 에피소드는 10개로 회 당 약 50분 가량이다. 〈와이 우먼 킬〉은 인기작 〈위기의 주부들〉의 작가인 마크 체리가 각본을 쓰고, 영화 〈500일의 썸머〉의 감독인 마크 웹이 연출에 참여한 다크 코미디 드라마다. 또한 그 외 회차 별로 그레이 아나토미, 프렌즈, CSI 작가진들이 다수 참여하여 완성된 작품이다. 영화 〈킬 빌〉의 루시 리우, 드라마 〈원스 어폰 어 타임〉의 지니퍼 굿윈, 드라마 〈킬링 이브〉의 커비 하웰-밥티스트가 주연을 맡아 초반부터 주목을 받은 작품이다.

## 줄거리

#### 살인이 이혼보다 싸다!
1963년, 1984년, 2019년 패서디나의 한 집을 거쳐간 세 여자의 이야기가 시작된다. 현모양처 베스 앤, 사교계의 여왕 시몬, 다자연애를 즐기는 변호사 테일러.
이들에게 유일한 문제는 단 한 가지, 남편! 이혼 대신 살인을 택한 아내들의 치밀한 계획이 펼쳐진다.

## 등장인물

### 1963년
- 베스 앤 (지니퍼 굿윈) : 1963년대를 살아가는 전업주부이다. 그녀는 자신의 실수로 딸을 잃게 된 것에 죄책감을 가지고 살아가고 있다. 그러던 어느 날 남편 롭의 외도를 알게 되고, 내연녀를 만나기 위해 직접 찾아간다.
- 롭 (샘 재거) : 항공 우주 기술자로 베스 앤의 남편이다. 가정을 돌보는 여성이 가장 매력 있다고 말하는 보수적인 남자이다.
- 에이프릴 (세이디 칼바노) : 베스 앤의 남편 롭의 내연녀이다. 가수를 꿈꾸는 젊은 웨이트리스이다.

### 1984년
- 시몬 (루시 리우) : 1984년대를 살아가는 사교계의 유명 인사/자선가이다. 남편인 칼과 갤러리를 운영 중인 그녀는 우연히 3번째 남편 칼이 게이인 것을 알게 되고 충격에 휩싸인다. 그 후, 그녀에게 적극적으로 대시하는 친구의 아들 토미와 연애를 하게 된다.
- 칼 (잭 대븐포트) : 시몬의 남편이다. 게이임을 속이고 시몬과 결혼하였지만 진심으로 시몬을 사랑하는 매력적인 게이이다.
- 토미 (리오 하워드) : 시몬의 베프 나오미의 아들이다. 매우 어린 나이의 청년이지만 그는 유부녀 시몬을 좋아한다.

### 2019년
- 테일러 (커피 하웰-밥티스트) : 남편과 자유 결혼 생활을 하는 변호사이다. 양성애자인 그녀는 여자친구 제이드를 집으로 들이게 되고, 남편을 포함하여 세 명이 한 집에 살게 된다.
- 일라이 (리드 스콧) : 테일러의 남편이다. 몇년째 백수인 영화작가이다.
- 제이드 (알렉산드라 다다리오) : 양성애자 타일러의 여자친구이다. 개인적인 사정으로 테일러-일라이 커플의 집에 얹혀살게 된다.

## 에피소드
국내는 왓챠플레이에서 2020년 5월 27일부터 독점 서비스가 시작된다.
| 회차 | 제목                                                                                               | 작가                                         | 연출                                                   |
| ---- | -------------------------------------------------------------------------------------------------- | -------------------------------------------- | ------------------------------------------------------ |
| 1화  | "Murder Means Never Having to Say You're Sorry”                                                    |                                              | 500일의 썸머, 어메이징 스파이더맨 1-2 감독 마크 웹     |
| 2화  | "I'd Like to Kill Ya, But I Just Washed My Hair"                                                   | 그레이 아나토미 작가 Austin Guzman           | 500일의 썸머, 어메이징 스파이더맨 1-2 감독 마크 웹     |
| 3화  | "I Killed Everyone He Did, But Backwards and in High Heels"                                        |                                              | CSI, 위기의 주부들, 체인지 디바 데이비스 그로스만 연출 |
| 4화  | "You Had Me at Homicide"                                                                           | 프렌즈/HIMYM 작가 Greg Malins                | 믹스테이프 감독 발레리 웨이스                          |
| 5화  | "There's No Crying in Murder"                                                                      | 프렌즈 작가 제프 스트라우스                  | CSI, 위기의 주부들, 체인지 디바 데이비스 그로스만 연출 |
| 6화  | "Practically Lethal in Every Way"                                                                  | 위기의 주부들 작가, 글리 프로듀서 Joe Keenan |                                                        |
| 7화  | "I Found Out What the Secret to Murder Is: Friends. Best Friends."                                 |                                              | 퍼플하트 감독 엘리자베스 앨런 로젠바움                 |
| 8화  | "Marriages Don't Break Up on Account of Murder – It's Just a Symptom That Something Else Is Wrong" | 프렌즈, 웨스트 윙 작가 알렉사 정게           | 루시 리우                                              |
| 9화  | "I Was Just Wondering What Makes Dames Like You So Deadly”                                         |                                              | 김씨네 편의점, 리버데일, 굿닥터 연출 Dawn Wilkinson    |
| 10화 | "Kill Me as if It Were the Last Time"                                                              | 디비어스 메이드 작가 커피스 킬               |                                                        |

## 에피소드 제목에 숨겨진 의미
각 에피소드의 제목은 미국 영화 제목과 캐치프레이즈를 활용했다.
1. Love means never having to say you're sorry. (러브 스토리, 1970)
2. I'd like to kiss you, but I just washed my hair. (The Cabin in the Cotton, 1932)
3. Sure he [Fred Alstaire] was great, but don't forget that Ginger Rogers did everything he did, …backwards and in high heels. (Frank and Ernest, 1982)
4. You had me at 'hello.' (제리 맥과이어, 1996)
5. There's no crying in baseball! (그들만의 리그, 1992)
6. Mary Poppins, practically perfect in every way. (메리 포핀스, 1964)
7. I found out what the secret to life is. Friends. Best friends. (프라이드 그린 토마토, 1991)
8. Marriages don't break up on account of infidelity - it's just a symptom that something else is wrong. (해리가 샐리를 만났을 때, 1989)
9. I was just wondering what makes dames like you so dizzy. (어느날 밤에 생긴 일, 1934)
10. Kiss me as if it were the last time. (카사블랑카, 1942)